# Dido Elizabeth Belle
Dido Elizabeth Belle (1761–1804) fue hija natural de Maria Belle y del capitán John Lindsay, un oficial naval de carrera que se encontraba asignado al lugar y que tiempo después fue promovido a almirante. Lindsay se llevó consigo a Dido cuando volvió a Inglaterra en 1765, confiándosela a su tío William Murray, primer conde de Mansfield, y a su esposa, para que la criaran. Los Murray educaron a Dido, criándola como una mujer noble en su propiedad de Kenwood House, donde también vivía su otra sobrina, Elizabeth Murray, cuya madre había muerto. Belle vivió allí durante treinta años. En su testamento de 1793, Lord Mansfield confirmó la libertad de Belle y le dejó una suma de dinero y una pensión anual. 
En aquellos años, su tío-abuelo, desde su calidad de Lord Jefe de Justicia, falló en dos importantes casos de esclavitud, dictaminando en 1772 que la esclavitud no tenía precedente en la ley común de Inglaterra, y que nunca estuvo autorizada bajo las leyes positivas. Este hecho fue tomado como el final formal de la esclavitud en Gran Bretaña. En un caso relacionado al comercio de esclavos, dictaminó que los propietarios de una compañía dedicada a ello no tenían derecho al pago del seguro por haber perdido a los esclavos durante el viaje de uno de sus barcos, debido a que se debió a errores de los oficiales del mismo.

## Primeros años
Dido Elizabeth Belle nació en esclavitud en 1761, en las Indias Occidentales, de una esclava africana llamada Maria Belle (su nombre se deletreó como Maria Bell en el acta de bautismo de su hija). Su padre fue John Lindsay, un oficial naval de carrera y después capitán del barco de guerra británico HMS Trent, con base en las Indias Occidentales. Se cree que Lindsay encontró a Maria Belle como esclava en un barco español que había sido capturado en el Caribe, y aparentemente la tomó como su concubina. Lindsay regresó a Inglaterra después de la guerra, en 1765, llevando consigo a su pequeña hija. Confió sus cuidados a su tío, William Murray, I conde de Mansfield, y su esposa. La niña fue bautizada como Dido Elizabeth Belle en 1766, en la iglesia de San Jore, de Bloomsbury. 
Un obituario contemporáneo de sir John Lindsay, que había sido promovido a almirante, corrobora que era el padre de Dido Belle, y la describe: 

(...) Él murió, creemos, sin descendencia legítima pero deja una hija natural, una mulata que ha sido llevada a la familia de lord Mansfield casi desde su infancia y cuya amable disposición y talento la han hecho merecedora del mayor respeto de todos los parientes de Lord Mansfield y sus visitantes.

Alguna vez los historiadores creyeron que su madre fue una esclava africana de un barco capturado por Lindsay en la Batalla de La Habana, en 1762. Pero este dato es falso debido a Dido nació un año antes, en 1761.

## Vida en Kenwood House

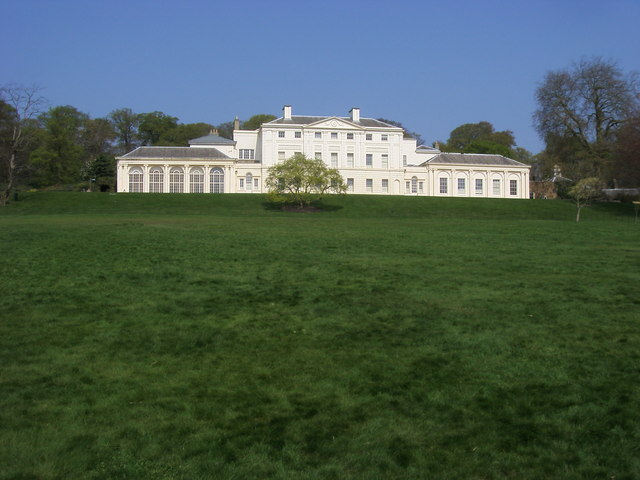
Kenwood House, donde Dido vivió los primeros 30 años de su vida.

William Murray, conde de Mansfield, vivía con su familia en Kenwood House, un palacio ubicado en Hampstead, a las afueras de Londres. Mansfield y su esposa, lady Margery Murray, no tenían hijos propios, aunque criaban a lady Elizabeth Murray, nacida en 1760, y cuya madre había muerto. Es posible que los Mansfield hayan aceptado a Dido para ser la compañera de juegos de Elizabeth y, después, convertirse en su dama de compañía (su rol en la familia, como se ha mencionado, sugiere que era más una dama de compañía que una criada). 
Dido vivió en Kenwood durante 30 años. Su posición era inusual, porque había nacido como esclava en términos de la ley colonial, pero los Murray le extendían tratamiento de un miembro más de la familia. Cuando creció ayudaba a Mansfield tomando dictados de sus cartas, lo que demuestra que estaba bien educada. Uno de los amigos de lord Mansfield, el americano Thomas Hutchinson, que había sido gobernador de Massachussets y que como realista había regresado a Londres, comentaba "era llamada por mi Lord a cada minuto para hacer esto y aquello, y ponía la más grande atención a todo lo que él decía". Hutchinson la describía como "ni elegante o refinada - muy suspicaz".
Como Lord Jefe de Justicia de Inglaterra y Gales, Mansfield falló en materia relacionada al estatus de los esclavos en Gran Bretaña. Cuando en 1772 fue llamado a juzgar el caso de un esclavo que había escapado, y cuyo dueño quería regresarlo a las Indias Occidentales, decretó: 

El estado de esclavitud es de una naturaleza tal, que es incapaz de ser introducido por cualquier razón, moral o política; pero solo la ley positiva, la cual se mantiene en vigor frente a cualquier razón, ocasión y tiempo en el que fue creada, es borrada de la memoria: es tan odioso, que nada puede ser sufrido para apoyarla como la ley positiva. De todas formas, por lo tanto, puede seguir por una decisión, no puedo decir que este caso es permitido o aprobado por la ley de Inglaterra.

El fallo de Mansfield, de que la esclavitud no existía en la ley común y nunca había sido introducida por la ley positiva, fue tomado por los abolicionistas como la abolición de la esclavitud en Inglaterra. Su decisión fue estrecha y se reservó el fallo en este punto, diciendo únicamente que el dueño de un esclavo no tenía derecho de removerlo de Inglaterra contra su voluntad. Mansfield diría después que su decisión era aplicable únicamente al caso del esclavo en particular. A la vez se sugería que la experiencia personal de Mansfield con la crianza de Dido Belle había influenciado su decisión.

### Posición social
Las convenciones sociales en su casa no eran del todo claras. Una exhibición del 2007 en Kenwood House sugiere que era tratada como "amada pero de relación pobre", y que no cenaba siempre con los invitados, como fue reportado por Thomas Hutchinson. Él decía que Dido se unía a las damas después para el café en el salón de visitas. En 2014, la autora Paula Byrne escribió que la exclusión de Dido de esa cena en particular fue pragmática y no era la costumbre. Ella notó otros aspectos de la vida de Dido, como que recibía tratamientos médicos costosos y muebles de habitación lujosos, que evidencian que su posición en Kenwood era igual a la de su prima Elizabeth.
A medida que Dido crecía, se le asignaron las responsabilidades de manejar la lechería y el corral de aves de Kenwood. También ayudaba a Mansfield con su correspondencia, lo que es un indicativo de que estaba bastante bien educada. La dirección de la lechería y el corral de aves era una ocupación típica de las damas de la gentry (nobleza campesina), pero ayudar a su tío con su correspondencia era muy poco usual, pues era normalmente la tarea de un secretario masculino o escribano. Dido recibía una pensión anual de 30 £, lo que muchas veces correspondía a un sirviente. En contraste, su prima Elizabeth recibía alrededor de 100 £, pero la última era una heredera por derecho propio de la familia de su madre. Dido era ilegítima en un tiempo y lugar donde el estigma social acompañaba usualmente a su estatus.

## Vida posterior
El padre de Dido murió en 1788 sin herederos legítimos, dejando 1000 £ para ser compartidas por sus "hijos presuntos", John y Elizabeth Lindsay (como consta en su testamento). El historiador Gene Adams cree que esto sugiere que Lindsay se refería a su hija como Elizabeth, y que era llamada "Dido" por su tío y su esposa después de que se hicieran cargo de la niña Otra fuente menciona que existía otra hija natural, conocida como Elizabeth Palmer (nac. 1765), y que vivía en Escocia.
Dido también heredó 100 £ de lady Margery Murray en 1793, una de sus dos parientes con las que llegó a vivir y que ayudó a cuidar a los Murray en sus últimos años. En su testamento redactado en 1783, lord Mansfield confirmó oficialmente la libertad de Dido para asegurar su futuro; también le dejó en herencia 500 £ y una pensión anual de 100 £, que ella recibió después de la muerte de Mansfield en 1793.
William Murray dejó a su sobrina Elizabeth Murray 10,000 £. Su padre estaba en la línea de sucesión para heredar el título y una suma mayor de dinero.
Después de la muerte de su tío-abuelo, acaecida en marzo de 1793, Dido se casó con John Davinier, un francés que para el 5 de diciembre de 1793 trabajaba como caballero administrador en la iglesia de San Jorge de la plaza Hanover. Ambos eran residentes de esa parroquia eclesiástica. Los Davinier tuvieron al menos tres hijos: los gemelos Charles y John, ambos bautizados en San Jorge el 8 de mayo de 1795; y William Thomas, bautizado en el mismo lugar el 26 de enero de 1802.
Dido Belle Davinier murió en 1804, a la edad de 43 años. Fue enterrada en julio de ese año en los campos de San Jorge, un camposanto cerca de lo que hoy es Bayswater Road, en Londres. En la década de 1970 el sitio fue reasignado y su tumba movida Su esposo la sobrevivió, y luego se casó nuevamente, teniendo dos hijos de este segundo matrimonio.

## Descendientes
Uno de los hijos de Belle, Charles Davinier, sirvió en lo que era informalmente conocido como Ejército Indio; su servicio empezó probablemente con uno de los ejércitos territoriales que fueron fundados antes de la formación del Ejército Indio Británico en 1858. El último descendiente conocido de Dido, su tataranieto Harold Davinier, murió en Sudáfrica en 1975, sin haber tenido hijos.

## Representación en otros medios

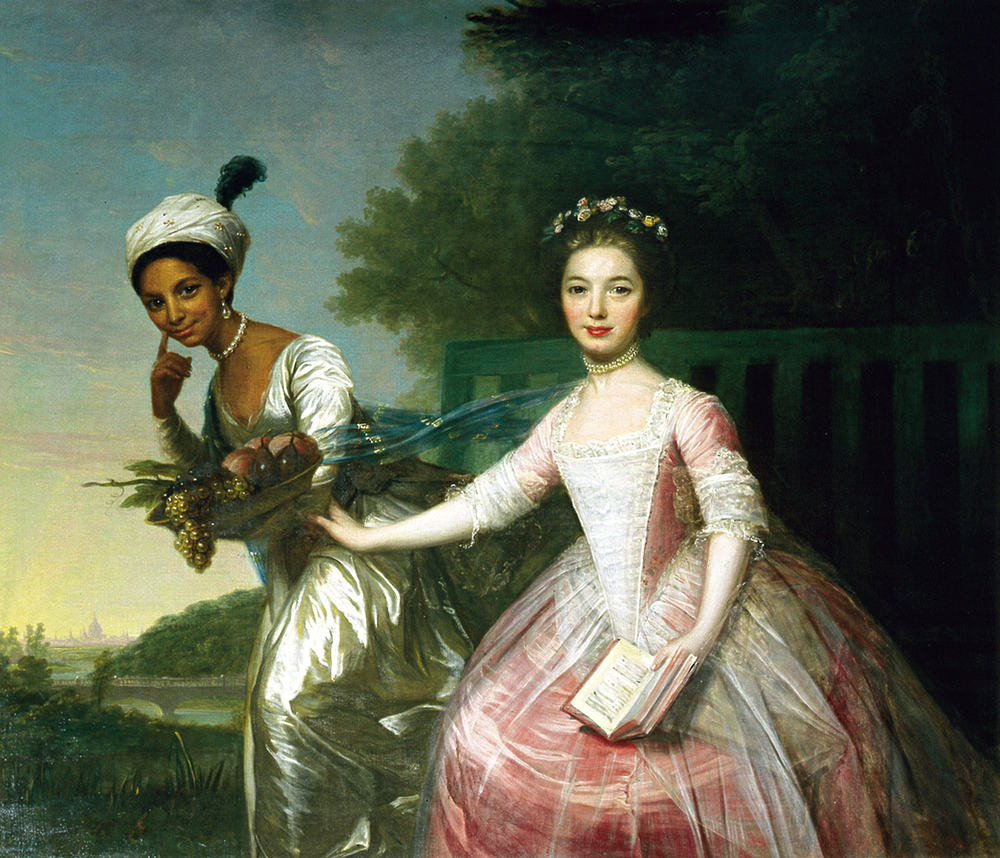
Dido y su prima, lady Elizabeth Murray, por Johan Zoffany (1779).

La familia comisionó una pintura de Dido y Elizabeth, completada en 1779 y formalmente atribuida a David Martin. Esa es "única en el arte británico del siglo XVIII, en la representación de una mujer negra y una blanca como iguales". Muestra a Dido cargando frutas exóticas y usando un turbante con una larga pluma. Ella se encuentra al lado y ligeramente detrás de su prima Elizabeth. Dido es retratada con gran vivacidad. mientras su prima aparece más serena y formal. La mano de su prima yace gentilmente en el brazo de Dido, sugiriendo afecto e igualdad en lugar de un estatus subordinado. La pintura, que se encuentra en el Palacio de Scone, en Perth (Escocia), es propiedad del actual conde de Mansfield. En 2007 esta fue exhibida en Kenwood House, junto a más información de Belle, en el marco de una exhibición por el bicentenario de la abolición de la esclavitud en 1807.

### Cine, música y teatro
- Dido Belle (2006), un film de Jason Young, escrito como un drama corto titulado Kenwood House. Fue exhibido en el Centro de Artes de Battersea el 21 de junio de 2006, como parte del Programa de escritores de Battersea.
- La trilogía operística de Shirley J. Thompson, Spirit Songs - incluida Spirit of the Middle Passage sobre Dido Elizabeth Belle. Con Abigail Kelly en el rol de Dido, contó con la Orquesta Filarmónica en Queen Elizabeth's Hall de Londres, en marzo de 2007 como parte de las conmemoraciones por los 200 años de la abolición del tráfico internacional de esclavos.[11]
- Let Justice Be Done, Grupo de teatro Mixed Blessings (2008); explora la influencia que Belle pudo haber tenido en la decisión de su tío-abuelo sobre el caso del esclavo Somersett, en 1772.[12]
- An African Cargo de Margaret Busby, presentado por Nitro (Teatro negro cooperativo)[13] en el Teatro Greenwich (2007).[14]
- Belle (2013), una película original dirigida por Amma Asante, explora la vida de Dido como la hija mestiza de un aristócrata en la Inglaterra del siglo XVIII; ella se convierte en heredera pero ocupada en su ambigua posición social. El film tiene a la actriz Gugu Mbatha-Raw como Dido y Tom Wilkinson como su protector Lord Mansfield.

### Novelas
- Family Likeness, una novela de 2013 escrita por Caitlin Davies, inspirada en parte por la vida de Dido Elizabeth Belle.[15]
- La autora Paula Byrne fue comisionada para escribir Belle: The True Story of Dido Belle (2014) como un complemento a la película de 2013, Belle. Fue publicado como un audiolibro cuando la película fue estrenada en Estados Unidos.[16]